# Cecil Beaton

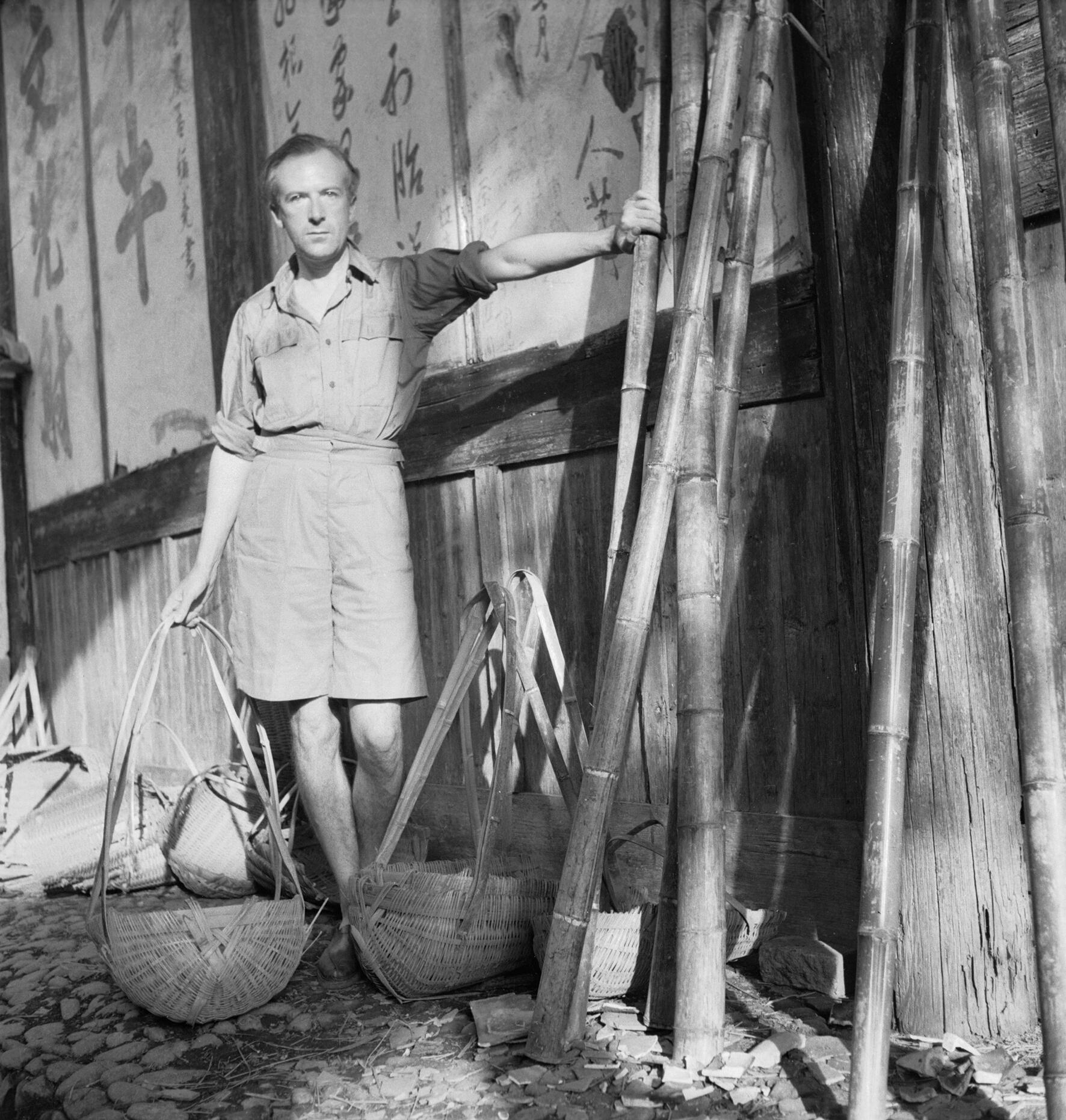
Cecil Beaton, Selbstporträt, Anfang der 1940er Jahre

Sir Cecil Walter Hardy Beaton, CBE (* 14. Januar 1904 in London; † 18. Januar 1980 in Broad Chalke, England) war ein britischer Fotograf, Bühnenbildner und Grafiker. Er zählt zu den bedeutendsten Fotografen des 20. Jahrhunderts.

## Leben

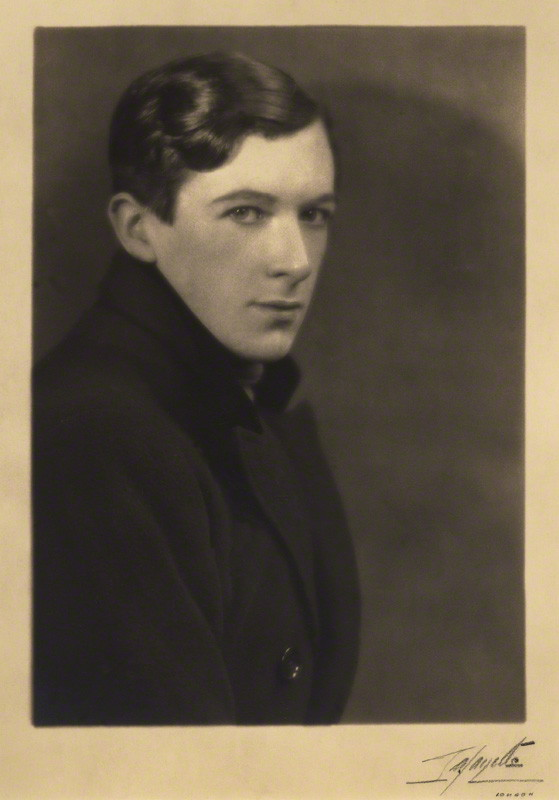
Cecil Beaton, Porträt des Lafayette Studios, Anfang 1920er Jahre

Cecil Beaton wurde 1904 in London als erstes von vier Kindern des wohlhabenden Holzhändlers Ernest Walter Hardy Beaton (1867–1936) und dessen Ehefrau Esther Jane, geb. Sisson (1872–1962) geboren. Nach Abbruch einer vom Vater gewünschten Ausbildung versuchte er sich mit Erfolg als freischaffender Porträtfotograf.

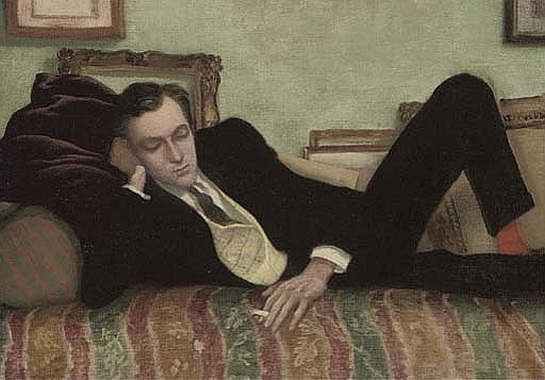
Cecil Beaton reclining von Rex Whistler, 1935

1930 lernte er in Wien den englischen Kunstsammler und Mäzen Peter Watson kennen, in den er sich leidenschaftlich verliebte. Watson erwiderte zwar nicht die Liebe, aber er unterhielt eine enge Freundschaft und förderte Beaton, mit dem er zahlreiche Reisen unternahm.

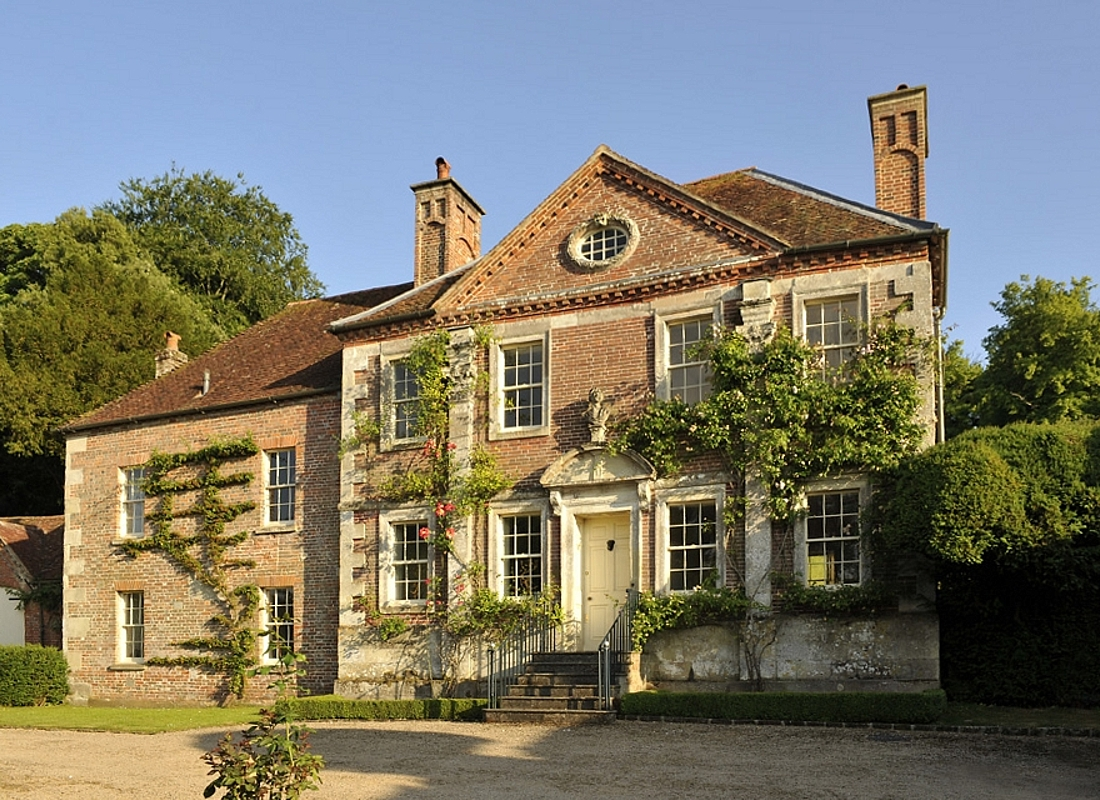
Das Reddish House in Broad Chalke

In den 1930er Jahren war Beaton in den Vereinigten Staaten für Vogue und Harper’s Bazaar tätig. Ab 1937 war er Hoffotograf der britischen Königsfamilie. Während des Zweiten Weltkriegs arbeitete er für das britische Informationsministerium in Afrika und dem Fernen Osten. Nach dem Krieg betätigte sich Beaton mit viel Erfolg als Illustrator, Maler, Schriftsteller und Chronist und entwarf Bühnenbilder und Kostüme für Film (so My Fair Lady), Theater und Oper. 1956 wurde Beaton zum Commander des Order of the British Empire ernannt. 1972 wurde er von Königin Elisabeth II. als Knight Bachelor in den Adelsstand erhoben.

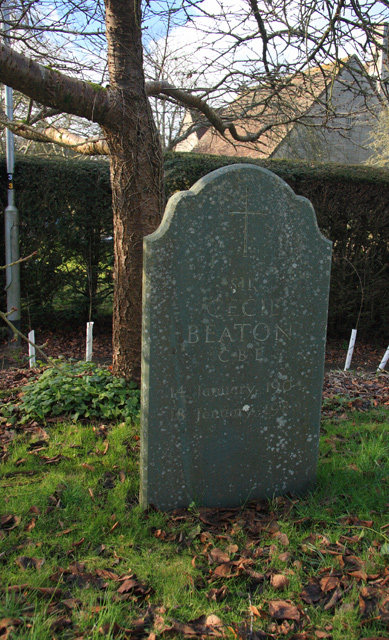
Grab von Cecil Beaton, All Saints’ parish churchyard, Broad Chalke, Wiltshire-Broad

1947 kaufte Beaton Reddish House, ein in Broad Chalke in der Grafschaft Wiltshire gelegenes Herrenhaus aus dem frühen 18. Jahrhundert, und gestaltete das Interieur um. Er fügte Räume an der Ostseite hinzu, erweiterte den Salon nach Süden und fügte zahlreiche neue Einrichtungsgegenstände hinzu. Einige prominente Gäste besuchten ihn hier, darunter Francis Bacon, David Hockney und Dorian Leigh, und ließen sich von ihm porträtieren. Beaton wohnte bis zu seinem Tod 1980 in diesem Haus.

## Werk
Als einer der bemerkenswertesten Fotografen des 20. Jahrhunderts ist Beaton berühmt für seine glamourösen Porträts von weltbekannten Gesichtern aus der Welt der Mode, der Literatur und des Films und seine mit viel dekorativem Aufwand in Szene gesetzten Modeaufnahmen. Er hat mit seiner Kamera ein halbes Jahrhundert belichtet, von den „Roaring Twenties“ bis zur Popkultur im „Swinging London“ der 1960er und 1970er Jahre (Er fotografierte bzw. malte unter anderem die androgyn wirkenden Künstler Truman Capote und Mick Jagger).
Verstörend wirkt darin der Kriegsfotograf, der in England, Nah- und Fernost Szenen des Elends und der Zerstörung in surrealen Bildern festhielt. Vor allem seine Aufnahmen von den Zerstörungen in London prägten in den Vereinigten Staaten das Bild des „Blitz“, darunter eine Aufnahme der dreijährigen Eileen Dunne, die bei einem Angriff von einem Splitter getroffen worden war, und die Beaton mit ihrem Teddy in ihrem Krankenbett fotografierte. Die Aufnahme erschien am 23. September 1940 als Titelbild des Life Magazin und wurde in der Folge für die Plakatkampagne verwendet, die für einen Kriegseintritt der Vereinigten Staaten warb.

## Galerie

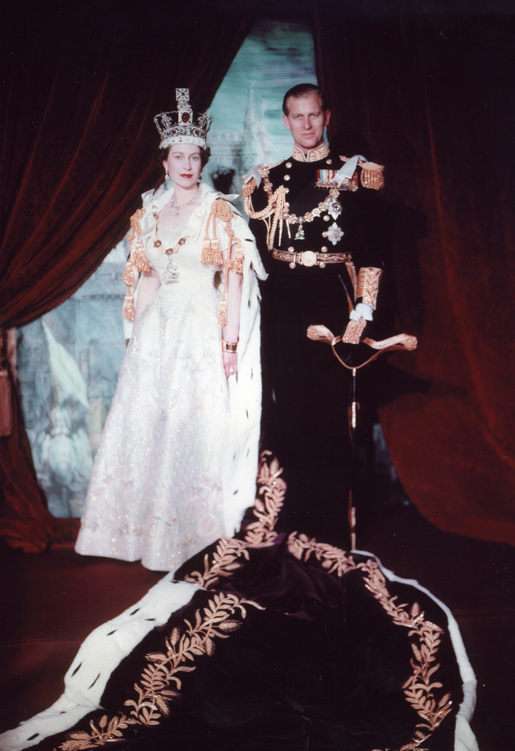
Königin Elisabeth II. und Prinz Philip (1953)
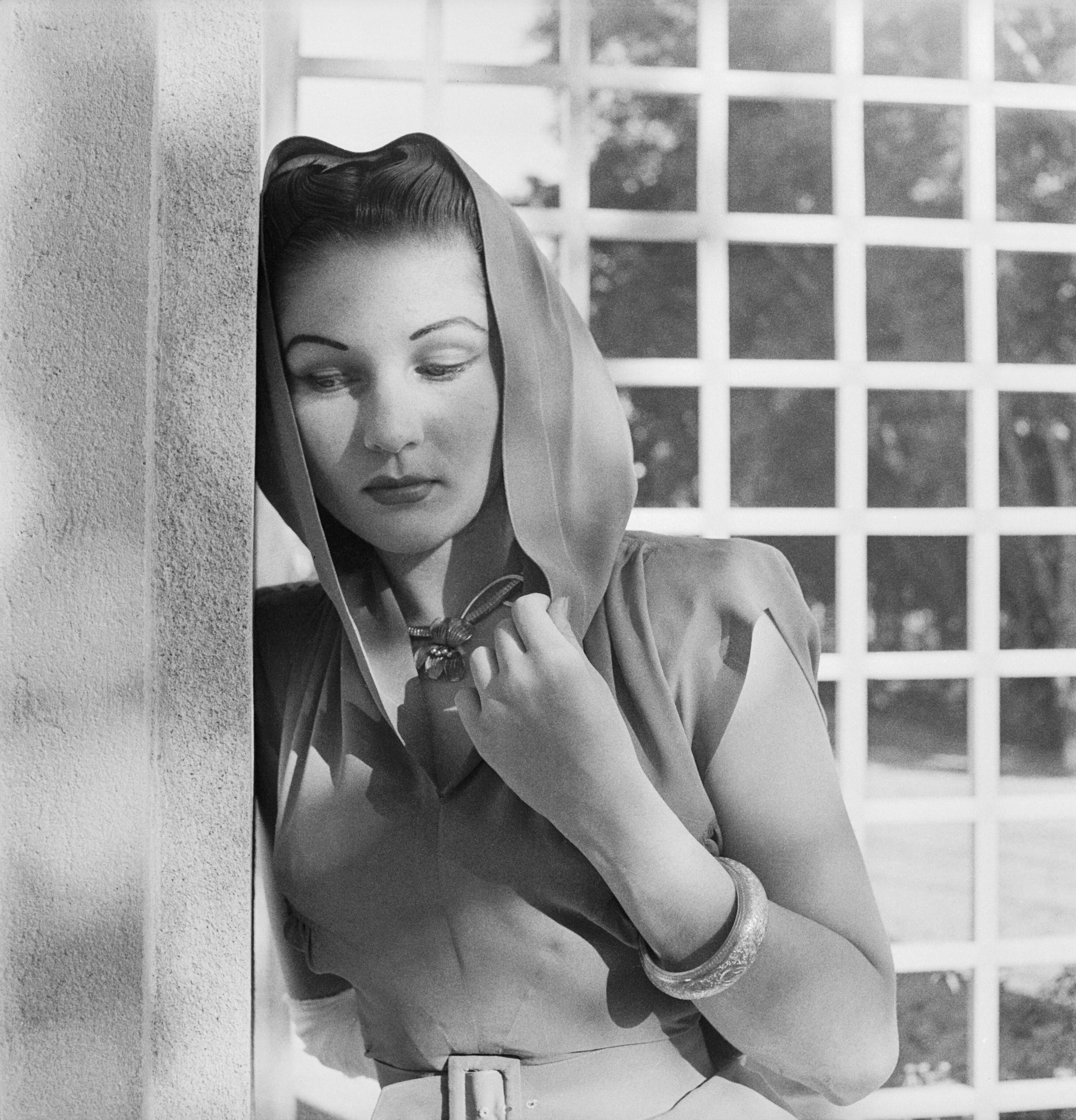
Fausia, die erste Frau von Mohammad Reza Schah Pahlavi (1942)
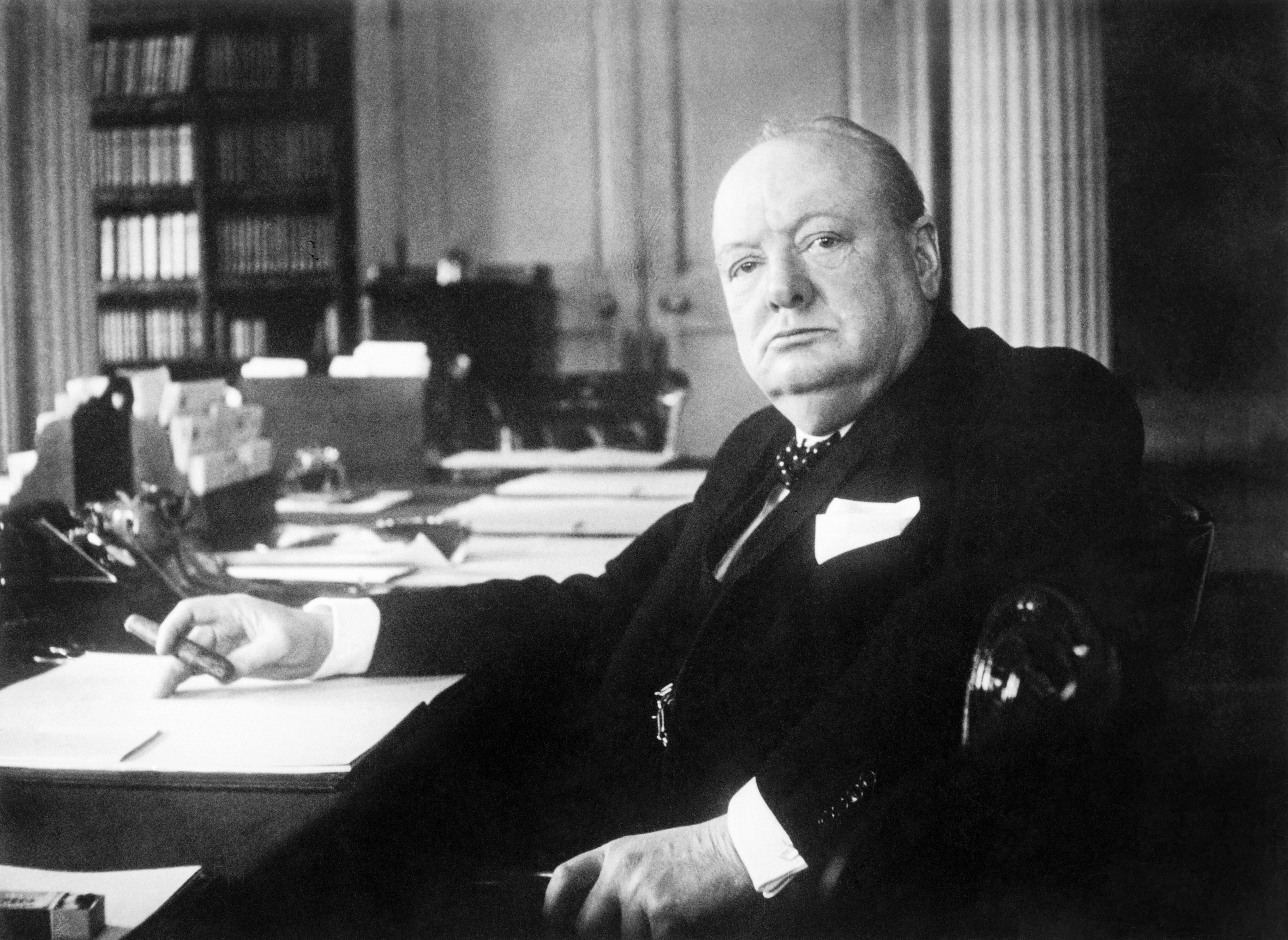
Winston Churchill als Premierminister (1940)
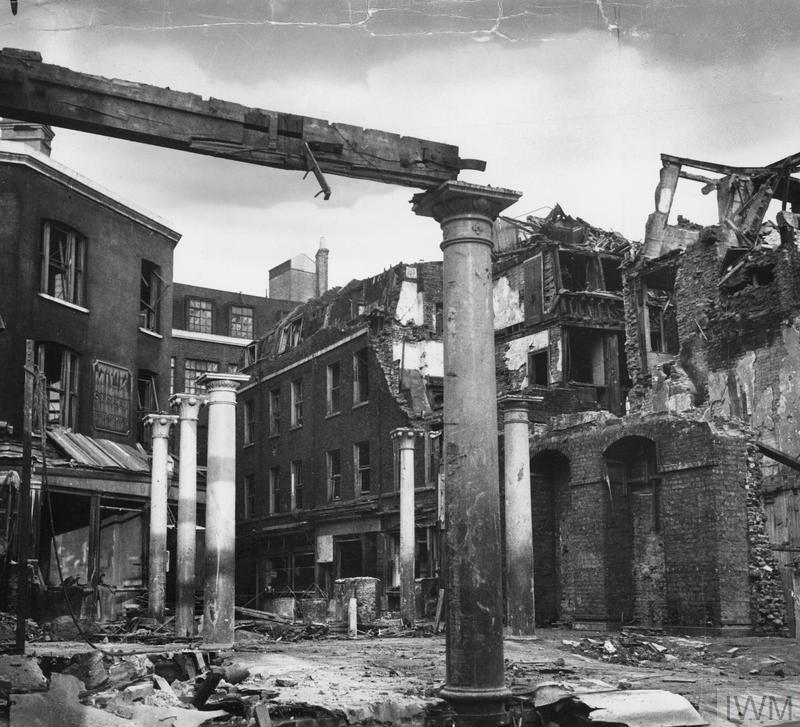
London nach einem Bombenangriff (1940)
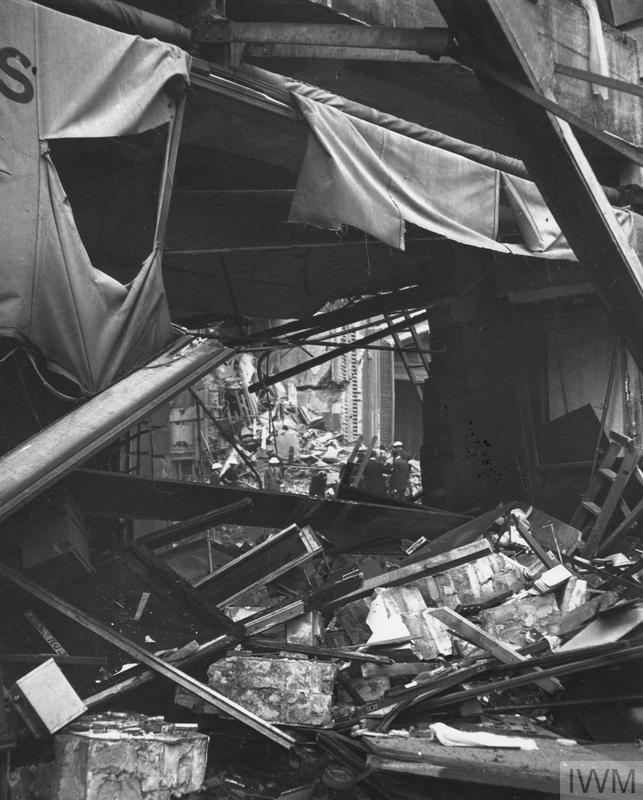
Bombenschäden bei Madame Tussauds (1940)
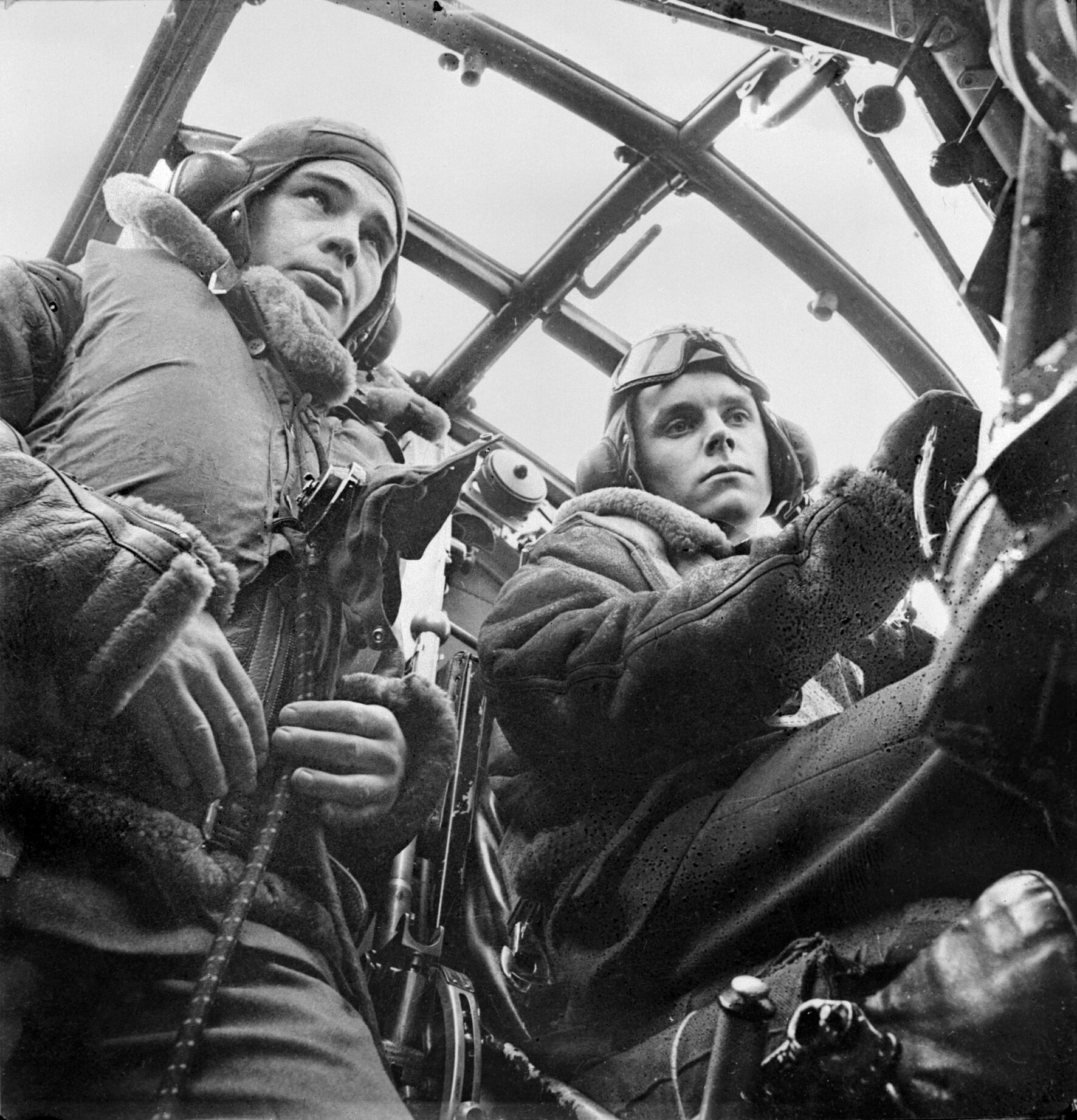
Piloten eines Vickers Wellington (1941)
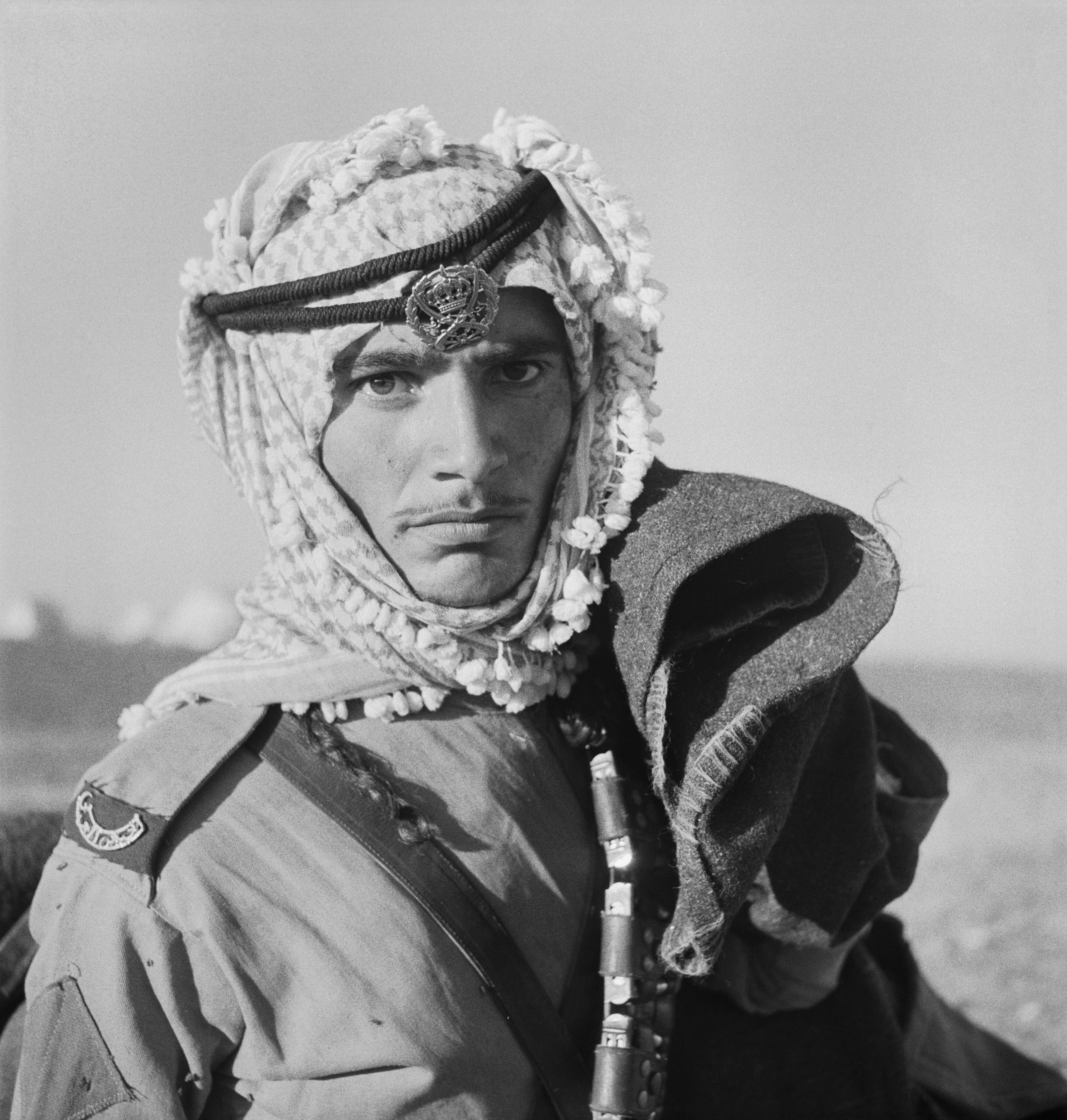
Porträt eines arabischen Fremdenlegionärs (1942)
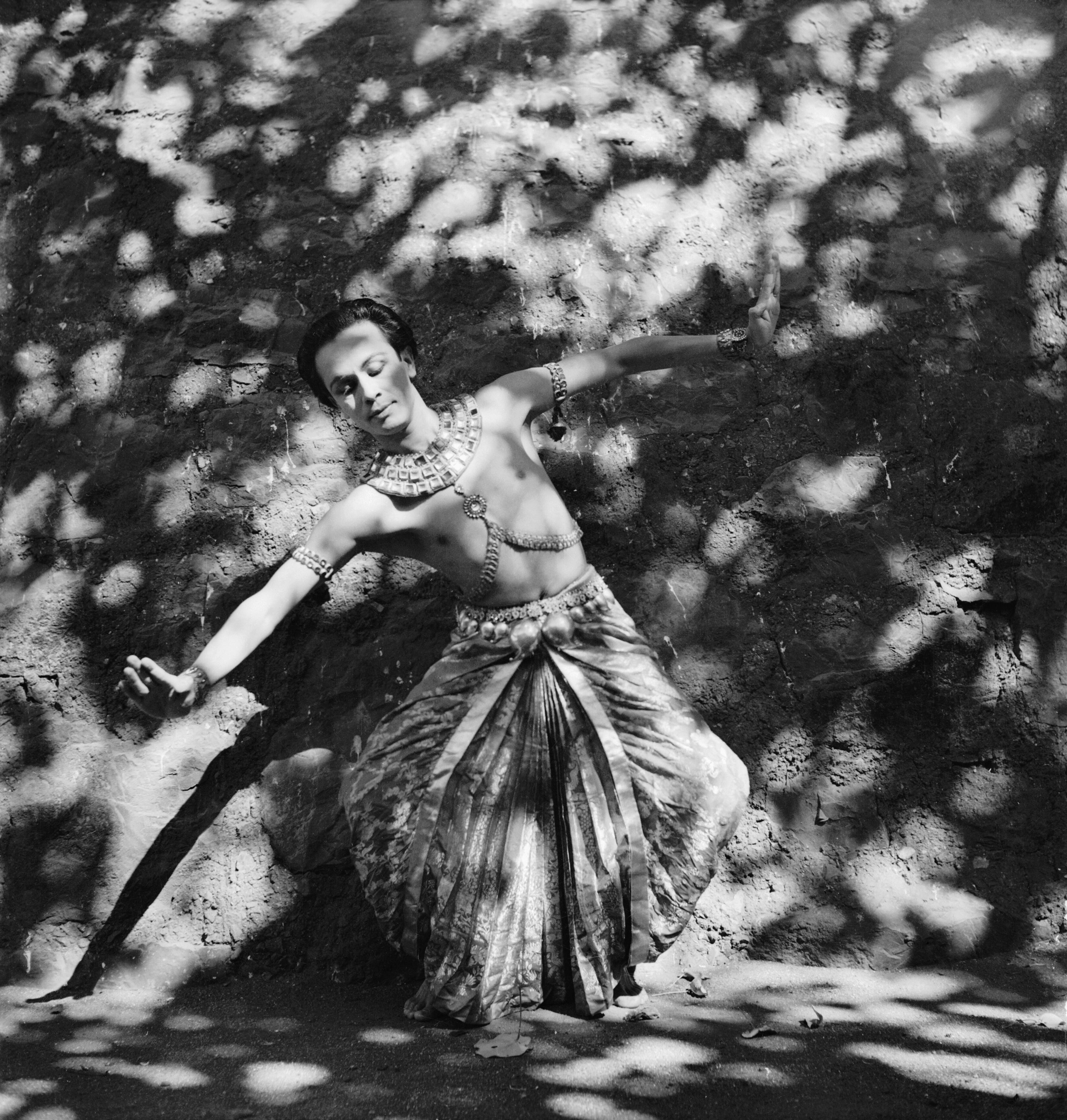
Porträt eines indischen Tänzers (1944)
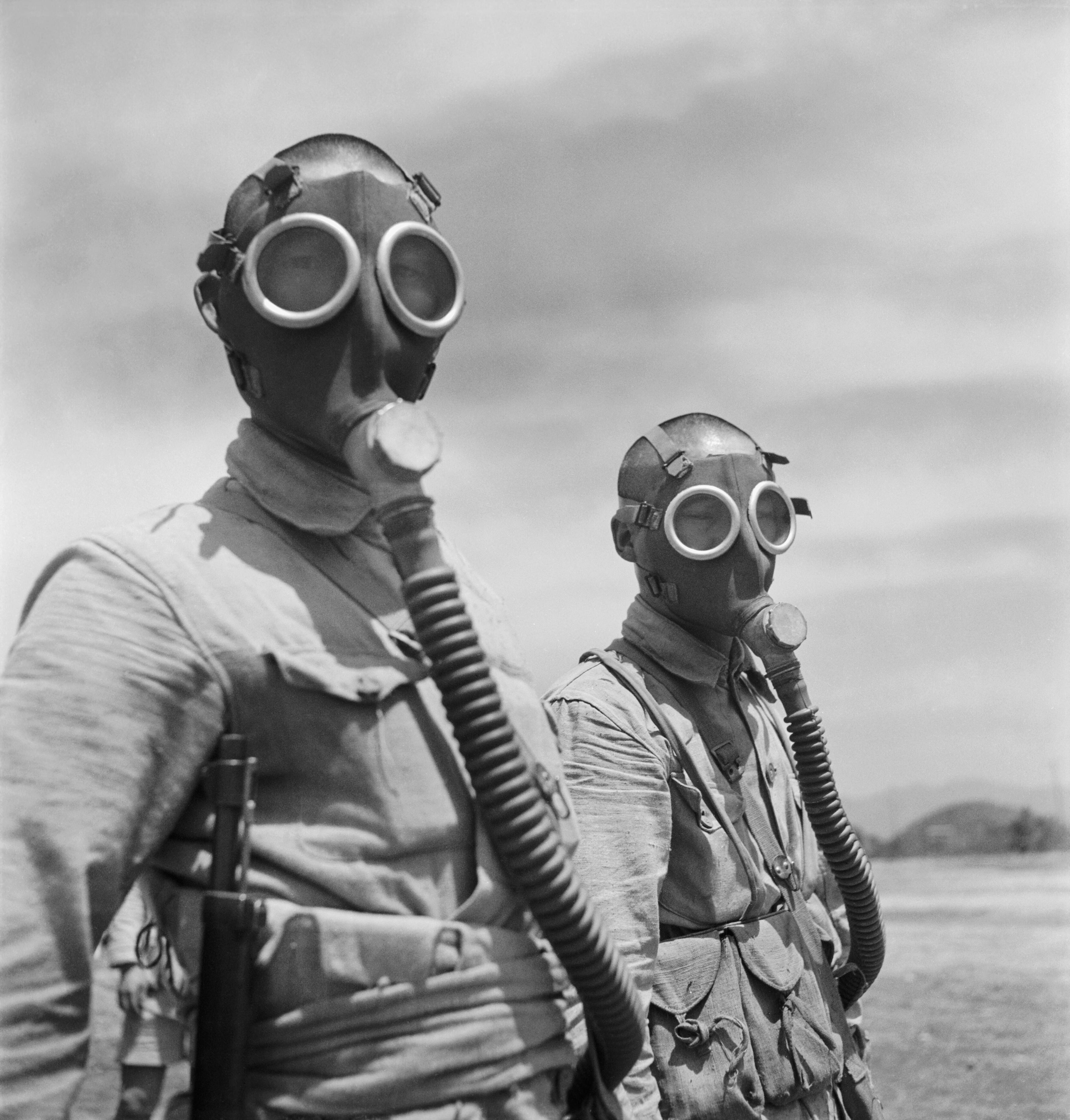
Zwei chinesische Soldaten mit Gasmaske (1944)

## Auszeichnungen
- Tony Award Bestes Kostümdesign für Quadrille (1955)
- Commander des Order of the British Empire CBE (1956)
- Tony Award Bestes Kostümdesign für My Fair Lady (1957)
- Mitglied der Ancient Monuments Society (1957)
- Oscar/Bestes Kostümdesign für Gigi (1958)
- Tony Award Bestes Kostümdesign für Saratoga (1960)
- Ritter der Ehrenlegion (1960)
- Oscar/Bestes Szenenbild für My Fair Lady (1964)
- Oscar/Bestes Kostümdesign für My Fair Lady (1964)
- Ehrenmitglied der Royal Photographic Society Großbritanniens (1965)
- Tony Award Bestes Kostümdesign für Coco 1970
- Erhebung in den Ritterstand (1972)

## Film
- Love, Cecil, Dokumentationsfilm von Lisa Immordino Vreeland aus dem Jahr 2017.[5]